# 1925 w filmie
Wydarzenia filmowe w 1925 roku.

## Wydarzenia
- 24 stycznia – po raz pierwszy sfilmowano zaćmienie Słońca. Zaćmienie (trwające 2 minuty) filmowano 4 kamerami astronomicznymi.

## Premiery

### Filmy polskie
- 20 stycznia – Sanin
- 16 lutego – Rywale
- 28 października – Wampiry Warszawy. Tajemnica taksówki nr 1051
- 4 listopada – Iwonka
- 3 grudnia – Jeden z 36

### Filmy zagraniczne
- Gorączka złota – reż. Charlie Chaplin (też w roli głównej)
- 2 lutego – Zaginiony świat – reż. Harry O. Hoyt
- 3 listopada – Ogród rozkoszy – reż. Alfred Hitchcock
- 31 grudnia – Pancernik Potiomkin – reż. Siergiej Eisenstein

## Urodzili się
- 1 stycznia – Tadeusz Sabara, polski aktor (zm. 2020)
- 1 stycznia – Halina Piłatówna, polska aktorka (zm. 2019)
- 1 stycznia – Zbigniew Stokowski, polski aktor (zm. 2014)
- 9 stycznia – Lee Van Cleef, amerykański aktor (zm. 1989)
- 13 stycznia – Gwen Verdon, amerykańska aktorka (zm. 2000)
- 15 stycznia – Jarema Stępowski, polski aktor (zm. 2001)
- 26 stycznia – Paul Newman, amerykański aktor (zm. 2008)
- 8 lutego – Jack Lemmon, amerykański aktor (zm. 2001)
- 11 lutego – Kim Stanley,  aktorka (zm. 2001)
- 17 lutego – Hal Holbrook,  aktor (zm. 2021)
- 20 lutego – Robert Altman, amerykański reżyser (zm. 2006)
- 18 lutego – George Kennedy,  aktor (zm. 2016)
- 21 lutego – Sam Peckinpah, amerykański reżyser (zm. 1984)
- 8 kwietnia – Józef Nowak, polski aktor (zm. 1984)
- 14 kwietnia – Rod Steiger,  aktor  (zm. 2002)
- 19 kwietnia – Hugh O’Brian,  aktor (zm. 2016)
- 1 lipca – Farley Granger,  aktor (zm. 2011)
- 19 sierpnia – Piotr Pawłowski, polski aktor (zm. 2012)
- 23 sierpnia – Robert Mulligan, reżyser (zm. 2008)
- 8 września – Peter Sellers, brytyjski aktor (zm. 1980)
- 3 października – Gore Vidal, amerykański aktor, scenarzysta i pisarz (zm. 2012)
- 5 października – Gail Davis,  aktorka (zm. 1997)
- 10 listopada – Richard Burton, brytyjski aktor (zm. 1984)
- 17 listopada – Rock Hudson,  aktor (zm. 1985)
- 21 listopada – Adam Pawlikowski, polski aktor (zm. 1976)
- 13 grudnia – Dick Van Dyke, amerykański aktor
- 19 grudnia – Robert B. Sherman, amerykański autor tekstów piosenek z disneyowskich filmów (zm. 2012)
- 27 grudnia – Michel Piccoli, francuski aktor (zm. 2020)

## Zmarli
- 13 marca – Lucille Ricksen, amerykańska aktorka
- 16 kwietnia – David Powell, szkocki aktor filmowy i teatralny
- 31 października – Max Linder, francuski aktor